# Amaranto (colorante)
L'Amaranto, E123, Azorubin S, FD&C Rosso N. 2, C.I. Rosso Alimentare 9, Rosso Acido 27 o C.I. 16185 è un colorante alimentare di colore rosso scuro, quasi inodore e dal sapore salato. In soluzione acquosa all'1%, presenta un pH di circa 10,8. Viene utilizzato anche per tingere cosmetici, lana e seta di un brillante rosso bluastro in un bagno acido. Il nome deriva dal grano amaranto, una pianta caratterizzata dal suo colore rosso e dai semi commestibili ricchi di proteine.
CAMEO Chemicals classifica l'amaranto come una sostanza molecolare organica.
ChEBI lo descrive come un colorante azoico a base di acido solfonico usato come colorante per alimenti, medicinali e come indicatore chimico.

## Usi Alternativi
L'Amaranto è un colorante anionico. Può essere applicato a fibre naturali e sintetiche, pelle, carta e resine fenolo-formaldeide. Come additivo alimentare ha il numero E123. L'Amaranto si presenta solitamente come sale trisodico. Ha l'aspetto di una polvere idrosolubile di colore rosso-bruno, da rosso scuro a viola che si decompone a 120 °C senza fondere. La sua soluzione acquosa ha un massimo di assorbimento di circa 520 nm. Come tutti i coloranti azoici, l'Amaranto era, durante la metà del XX secolo, prodotto dal catrame di carbone; le sintesi moderne sono più probabilmente realizzate da sottoprodotti del petrolio.
Dal 1976, il colorante amaranto è stato vietato negli Stati Uniti dalla Food and Drug Administration (FDA) come sospetto cancerogeno. Il suo uso è ancora legale in alcuni paesi, in particolare nel Regno Unito dove è più comunemente utilizzato per dare alle ciliegie candite il loro colore distintivo.

## Decomposizione
Se riscaldato fino alla decomposizione, emette fumi tossici di ossidi di azoto e di zolfo.

## Storia ed effetti sulla salute
L'uso dell'Amaranto come colorante alimentare ha una storia complessa. Negli anni '50, dopo un incidente con un altro colorante, la FDA (Food and Drug Administration) degli Stati Uniti iniziò a sottoporre a nuovi test i coloranti alimentari. Nel 1960, la FDA ottenne il controllo sugli additivi coloranti, stabilendo limiti e requisiti di sicurezza.
Nel 1971, uno studio sovietico suggerì un possibile legame tra l'Amaranto e il cancro. Nonostante le iniziali difese della FDA, successivi test su ratti femmine mostrarono un aumento di tumori maligni con alte dosi del colorante. Di conseguenza, nel 1976, la FDA vietò l'uso dell'Amaranto negli Stati Uniti.
Tuttavia, l'Autorità Europea per la Sicurezza Alimentare (EFSA) ha condotto ulteriori valutazioni. Secondo un rapporto dell'EFSA del 2010, l'Amaranto ha una buona solubilità in acqua ma è insolubile negli oli vegetali. L'EFSA ha stabilito che l'uso dell'Amaranto è sicuro entro determinati limiti. Nell'Unione Europea, l'Amaranto è autorizzato come additivo alimentare con il codice E123, con limiti massimi stabiliti per diverse categorie di alimenti.
Attualmente, l'uso dell'Amaranto rimane legale in alcuni paesi, tra cui l'Italia, il Regno Unito, dove è comunemente utilizzato per colorare le ciliegie candite. Tuttavia, il dibattito sulla sua sicurezza continua, con alcune giurisdizioni che limitano o vietano il suo uso, mentre altre lo considerano sicuro entro i limiti stabiliti.